# Théorème de Borel-Lebesgue
Pour les articles homonymes, voir Borel, Théorème de Borel et Théorèmes de Lebesgue.
En topologie de ℝn, le théorème de Borel-Lebesgue ou de Heine-Borel établit l'équivalence entre les deux propriétés suivantes d'un ensemble A de vecteurs :
- A est fermé et borné (A est borné s'il existe un réel positif majorant la norme de tous les éléments de A) ;
- A est compact, c'est-à-dire[2] qu'il vérifie la propriété de Borel-Lebesgue : de tout recouvrement de A par des ouverts de ℝn on peut extraire un sous-recouvrement fini.

L'essentiel du théorème est :
car la réciproque est immédiate.
Ce théorème se généralise à tout ℝ-espace vectoriel normé de dimension finie mais n'est pas valable en dimension infinie.

## Démonstration
- Le segment [a, b] est compact
Soit (Ui) un recouvrement ouvert du segment [a, b]. On considère l'ensemble F des points x de [a, b] tels que [a, x] est recouvert par un nombre fini d'ouverts Ui. Comme F est non vide (il contient a) et inclus dans [a, b], il admet une borne supérieure m ∈ [a, b]. Cette borne m appartient à un Ui. Il existe alors ε > 0 tel que le segment V = [m – ε, m + ε]∩[a, b] = [c, d] soit inclus dans Ui. Puisque m est adhérent à F, V rencontre F, en un point x. En ajoutant Ui au recouvrement fini de [a, x], on obtient un recouvrement fini de [a, d], donc d ∈ F, donc m ≥ d = min(m + ε, b), donc b = d ∈ F.
- Un produit fini de segments est compact[4].
Ce résultat se déduit du lemme du tube, d'après lequel tout produit fini de compacts est compact[5].
- Tout fermé borné de ℝn est compact.
En effet, c'est un fermé d'un produit de segments donc d'un compact, or tout fermé d'un compact est compact.

## Contre-exemple en dimension infinie
Considérons l'espace vectoriel ℝ[X] des polynômes à coefficients réels. On prend pour norme d'un polynôme le maximum des valeurs absolues respectives de ses coefficients. Soit B la boule unité fermée. Elle est clairement fermée et bornée. Cependant, les éléments Xn de B sont à distance 1 les uns des autres donc forment une suite sans sous-suite convergente donc ici sans valeur d'adhérence, ce qui empêche B d'être compacte.